# Mary Harron
Mary Harron (Bracebridge, 12 de janeiro de 1953) é uma escritora e diretora canadense, filha do ator Don Harron.
Sua primeira incursão cinematográfica foi no mundo do cinema independente americano com seu filme biográfico "Um atiro para Andy Warhol" em 1996. O filme muito aclamado pela crítica, descreve a vida da feminista radical Valerie Solanas, autora do manifesto de S.C.U.M. e protagonista da tentativa de homicídio contra o artista pop Andy Warhol. O filme foi exibido com grande êxito no festival de Sundance no ano de 1996.
Mary Harron se educou na Universidade de Oxford e começou sua carreira como jornalista, sendo uma das fundadores do "Punk magazine", a primeira publicação dedicada somente ao punk rock. Harron começou sua carreira de diretora como realizadora de documentários para a BBC TV e Channel Four. Também realizou seis curta-metragens sobre cultura Pop, incluindo um titulado "How to Make an Oliver Stone Movie".
Seu projeto seguinte foi a adaptação cinematográfica da polêmica novela de Bret Easton Ellis Psicopata Americano, projeto que já desde o princípio foi taxado de polêmico, levantou uma grande controvérsia devido ao conteúdo supostamente violento e em excesso da novela, que fez que o ator Leonardo DiCaprio, que inicialmente teria pensado interpretar o papel principal do assassino em série Patrick Bateman, recusasse por medo de ver danificada sua imagem pública. Isso forçou Harron a optar pelo ator britânico Christian Bale.

## Filmografia
Diretora
- 2008 - Holding Fast
- 2006 - Big Love: Roberta's Funeral
- 2005 - Six Feet Under: The Rainbow of Her Reasons
- 2005 - The Notorious Bettie Page
- 2004 - The L Word: Liberally
- 2000 - Psicopata Americano
- 1998 - Homicide: Life on the Street - Sins of the Father
- 1996 - I Shot Andy Warhol

Produtora executiva
- 2005 - The Notorious Bettie Page
- 2003 - The Weather Underground

Produtora
- 2008 - Holding Fast

Roteirista
- 2005 - The Notorious Bettie Page
- 2000 - Psicopata Americano
- 1996 - I Shot Andy Warhol